# Puchar Interkontynentalny w piłce nożnej plażowej
Puchar Interkontynentalny w piłce nożnej plażowej (ang. Beach Soccer Intercontinental Cup) znany również jako Samsung Beach Soccer Intercontinental Cup – coroczny międzynarodowy turniej piłki nożnej plażowej, w którym udział najlepsze reprezentacje narodowe na świecie. Odpowiednik trawiastego Pucharu Konfederacji. Turniej od 2011 roku niezmiennie odbywa się w Dubaju. Turniej będzie kontynuowany w Zjednoczonych Emiratach Arabskich do 2017 roku.

## Reprezentacja Polskina Pucharze Interkontynentalnym
| Rok      | Miejsce           | M                 | Z                 | Z pd./rz.k.       | P                 | G+                | G-                | +/-               |
| -------- | ----------------- | ----------------- | ----------------- | ----------------- | ----------------- | ----------------- | ----------------- | ----------------- |
| ZEA 2011 | Nie brała udziału | Nie brała udziału | Nie brała udziału | Nie brała udziału | Nie brała udziału | Nie brała udziału | Nie brała udziału | Nie brała udziału |
| ZEA 2012 | Nie brała udziału | Nie brała udziału | Nie brała udziału | Nie brała udziału | Nie brała udziału | Nie brała udziału | Nie brała udziału | Nie brała udziału |
| ZEA 2013 | Nie brała udziału | Nie brała udziału | Nie brała udziału | Nie brała udziału | Nie brała udziału | Nie brała udziału | Nie brała udziału | Nie brała udziału |
| ZEA 2014 | Nie brała udziału | Nie brała udziału | Nie brała udziału | Nie brała udziału | Nie brała udziału | Nie brała udziału | Nie brała udziału | Nie brała udziału |
| ZEA 2015 | Nie brała udziału | Nie brała udziału | Nie brała udziału | Nie brała udziału | Nie brała udziału | Nie brała udziału | Nie brała udziału | Nie brała udziału |
| ZEA 2016 | 5.                | 5                 | 1                 | 2                 | 2                 | 18                | 18                | 0                 |